# Casa singuratică (film)
Casa singuratică (titlul original: în poloneză Dom na pustkowiu) este un film de dramă psihologică polonez, realizat în 1950 de regizorul Jan Rybkowski. Baza pentru scenariul filmului a fost o nuvelă de Jarosław Iwaszkiewicz sub același titlu. Apariția unui prizonier nazist evadat răvășește viața a două femei singure care trăiesc într-o casă din sălbăticie, cu realitatea războiului.
Protagoniștii filmului sunt actorii Aleksandra Śląska, Maria Gella, Jerzy Śliwiński și Krystyna Ciechomska.

## Rezumat
O fată tânără, Basia și mătușa ei, Kazia, locuiesc într-o casă departe de căile războiului, undeva lângă Varșovia. Liniștea lor sufletească este tulburată de apariția lui Hubert, un inginer asociat mișcării de rezistență de stânga, care evadat dintr-un lagăr, urmează să se ascundă aici pentru câtva timp. Este acceptat cu frică, reticență și chiar cu oarecare ostilitate. Dragostea dintre el și fată apare treptat.

Basia și mătușa sunt atrase treptat în munca subterană. Când izbucnește o revoltă la Varșovia, Hubert se mută cu o mică fabrică de muniții în orașul vechi...

## Distribuție
- Aleksandra Śląska – Basia
- Maria Gella – mătușa Kazia
- Jerzy Śliwiński – Stefan "Hubert" Klonowicz
- Krystyna Ciechomska – Hanka, prietenul lui Basia
- Halina Drohocka – profesoara
- Edward Dziewoński – Jurek, logodnicul Hankăi
- Klemens Mielczarek – Wicek
- Zbigniew Skowroński – camaradul Jan
- Maria Dąbrowska –
- Lucjan Dytrych – bărbatul care conducea pe Klonowicz
- Danuta Korolewicz –
- Zofia Łapicka –
- Michał Melina – doctorul, unchiul lui Hubert
- Adam Mikołajewski – controlorul de bilete la gară
- Konstanty Pągowski – un feroviar
- Stefan Śródka – arzătorul de cărbuni
- Ludwik Tatarski – vânzătorul
- Zdzisław Karczewski – un camarad (nemenționat)
- Bogusław Marlen – (nemenționat)

## Premii
Directorul de imagine Stanisław Wohl și actrița Aleksandra Śląska au fost distinși în anul 1950 cu Premiul de Stat clasa a III-a pentru contribuția lor la realizarea acestui film.